# Epitausa icterodes
Epitausa icterodes là một loài bướm đêm trong họ Erebidae.